# Neothoracaphis yanonis
Neothoracaphis yanonis är en insektsart. Neothoracaphis yanonis ingår i släktet Neothoracaphis och familjen långrörsbladlöss. Inga underarter finns listade i Catalogue of Life.